# Bombe de table
Pour les articles homonymes, voir bombe.

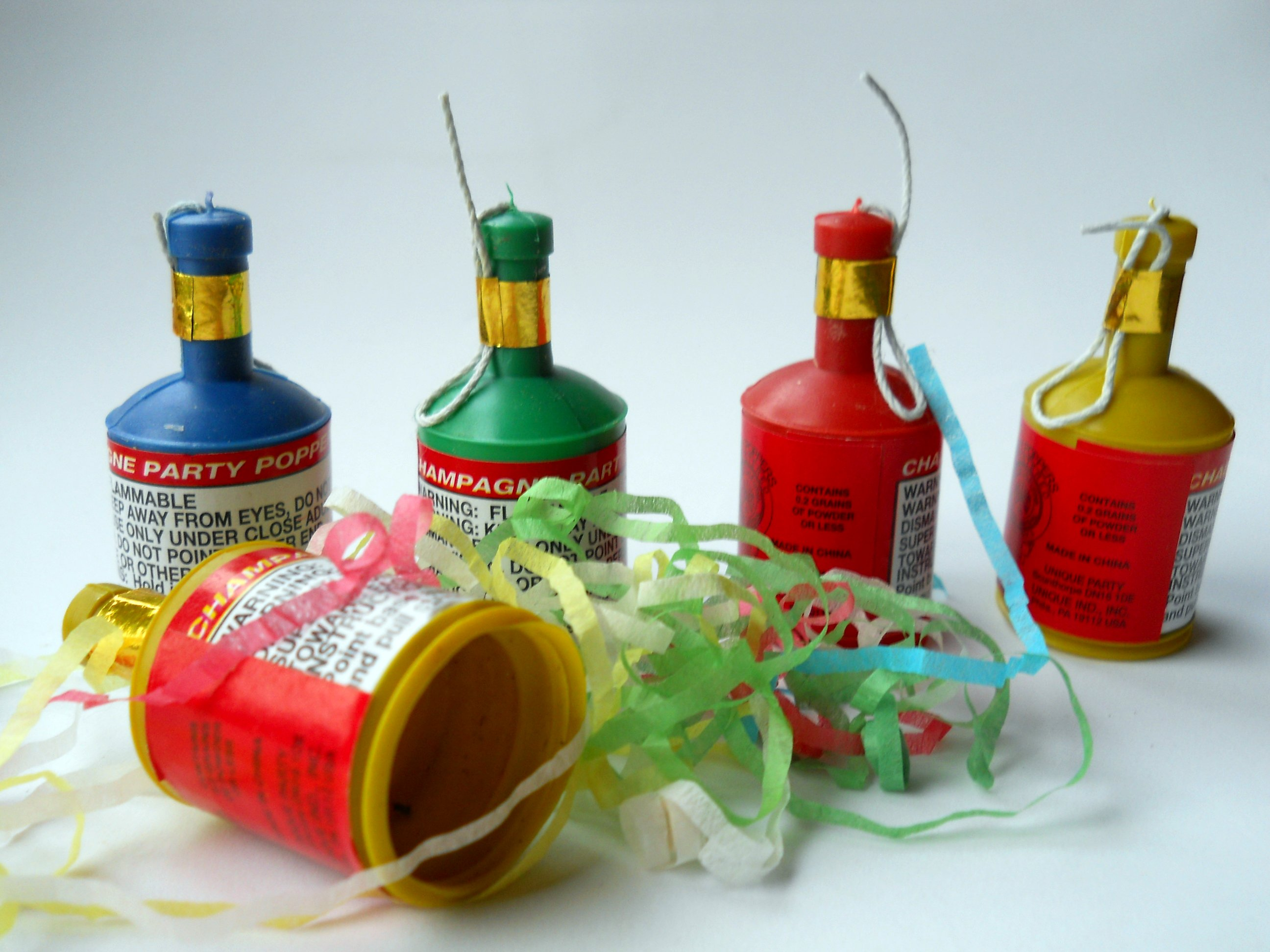
Bombes de table.

Une bombe de table est un objet utilisé pendant les fêtes, notamment en Suisse.

## Description
La bombe de table est une tradition helvétique, utilisée notamment durant la Saint-Sylvestre,.

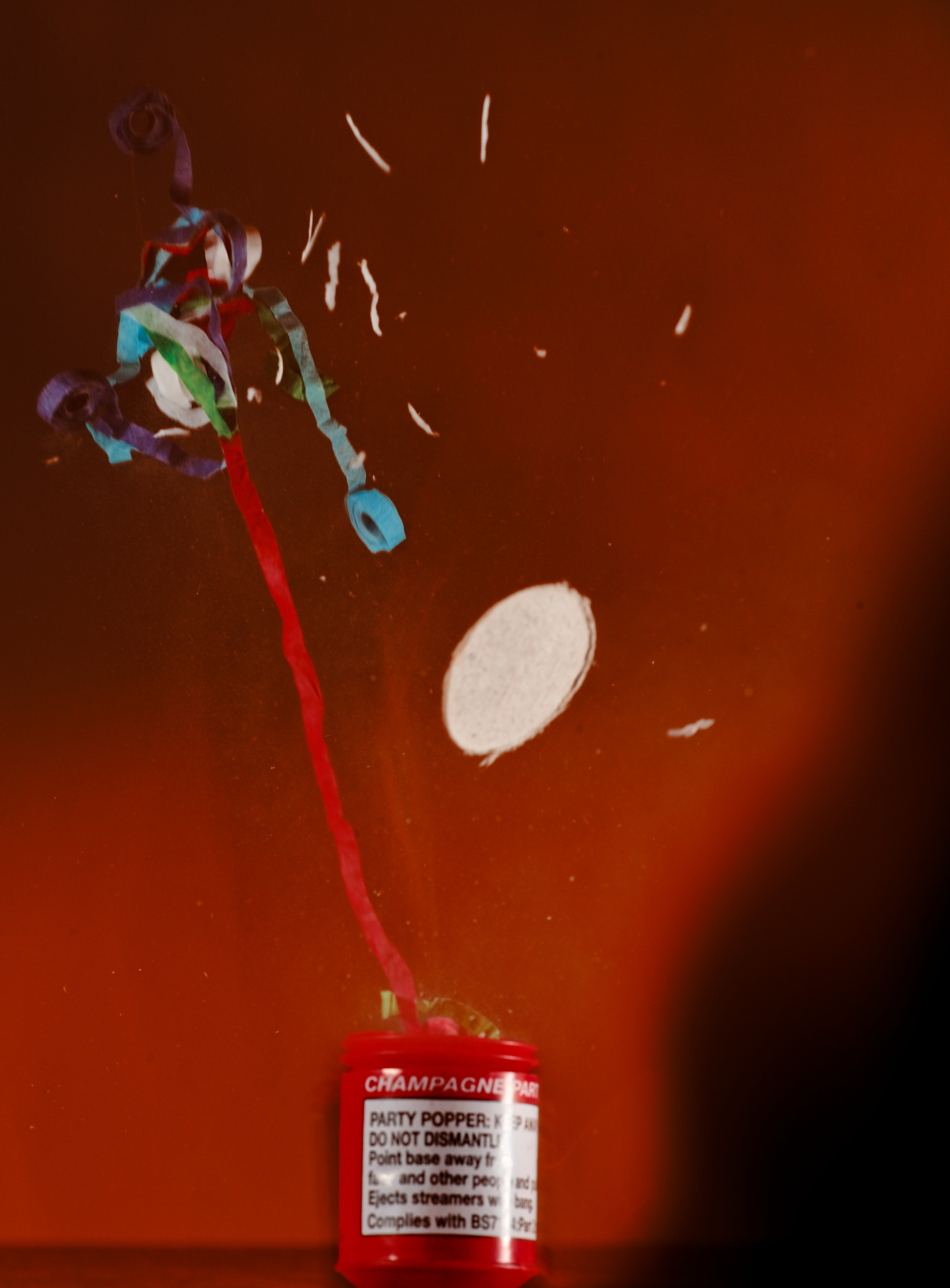
Bombe de table en action.

Son explosion est générée à partir d'une cartouche d'air comprimé ou bien d'une charge explosive. Le but de l'explosion est d'imiter un feu d'artifice. Elle contient divers objets festifs qui se répandent après l'explosion.
L'usine Constri SA située dans le canton d'Argovie est la seule usine à fabriquer des bombe de table en Europe. Un échantillon de la production est testé toutes les heures; « Ça ne doit pas sortir comme un canon, en ligne droite. Ça ne doit pas, non plus, faire 'pschitt' et dégouliner sur les bords. Ça doit vraiment se déployer comme un feu d'artifice. » explique Marc Heberlein le responsable des ventes chez Constri SA. La substance faisant sauter le couvercle est la nitrocellulose.